# Powiat de Wołów
Le powiat de Wołów (en polonais : powiat wołowski) est un powiat appartenant à la voïvodie de Basse-Silésie dans le sud-ouest de la Pologne.

## Division administrative
Le powiat comprend 3 communes :
- Communes urbaines-rurales : Brzeg Dolny, Wołów
- Commune rurale : Wińsko